# Fuladu West
Fuladu West var ett distrikt i Gambia. Det låg i regionen Central River, i den östra delen av landet, 200 km öster om huvudstaden Banjul. Vid folkräkningen 2013 hade det delats i Lower Fuladu West och Upper Fuladu West.